# 飯田町燈籠山祭り

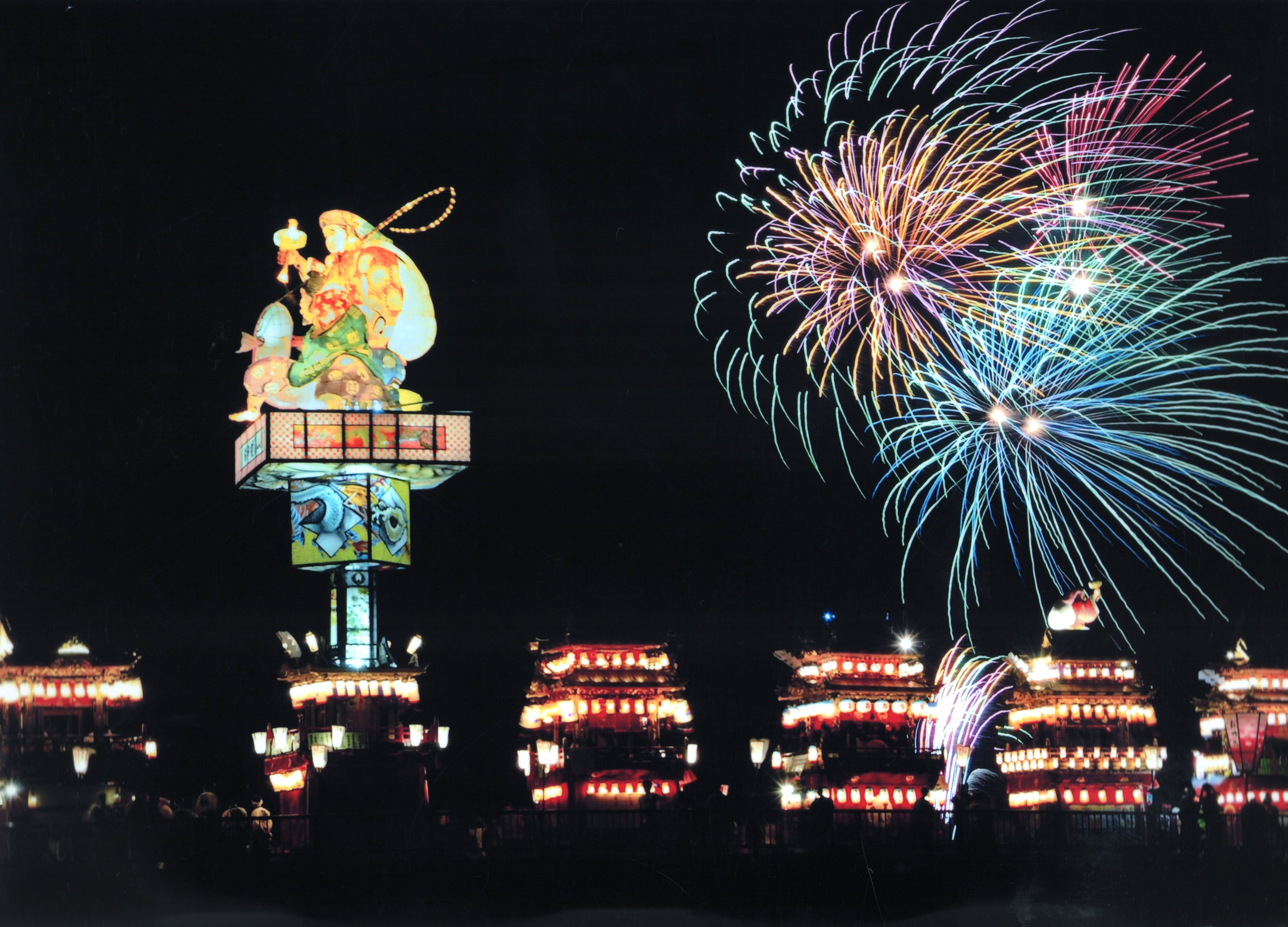
燈籠山と花火：燈籠山人形が飾られている巨大な山車（燈籠山）が見所

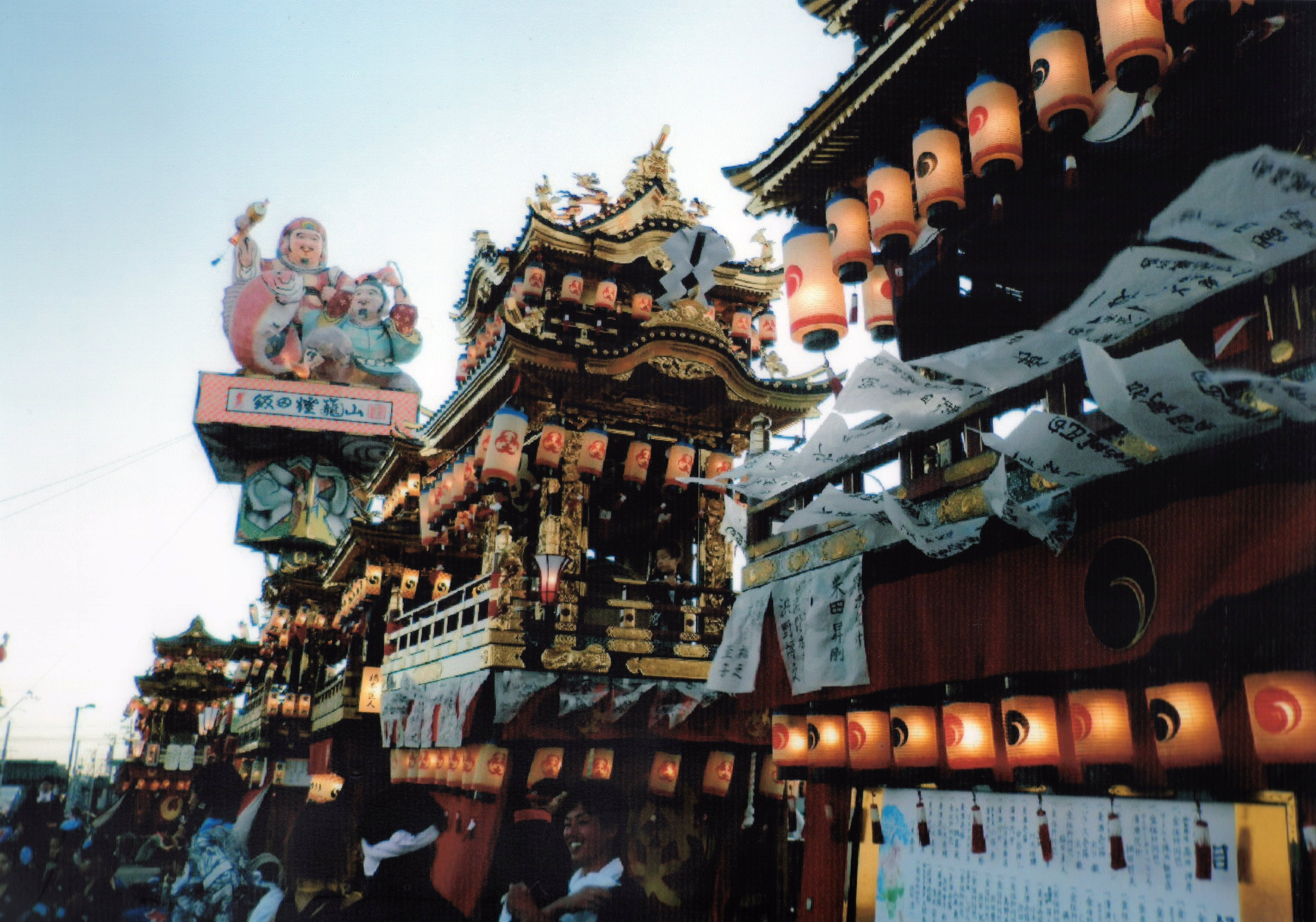
飯田町燈籠山祭り

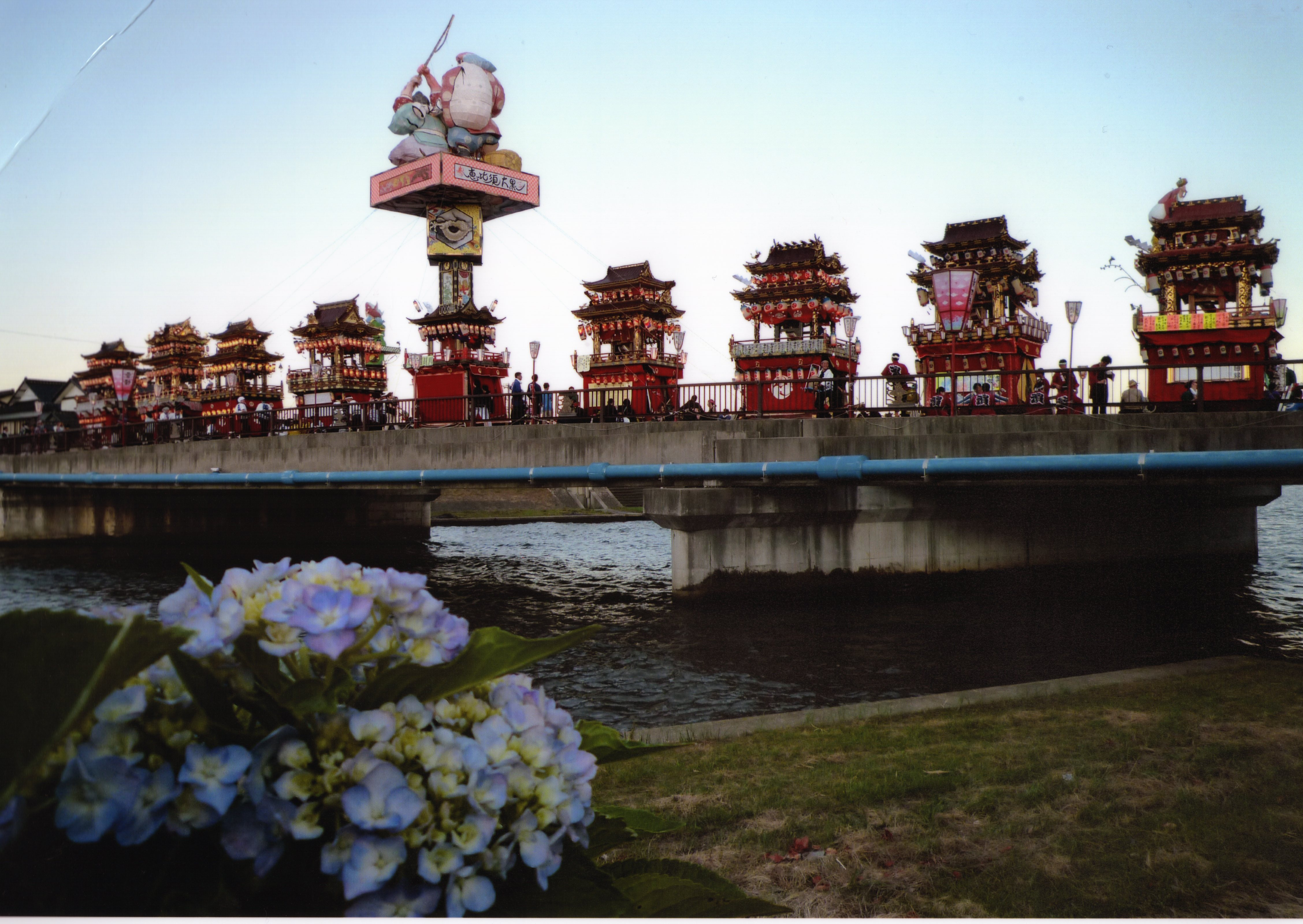
飯田町燈籠山祭り

飯田町燈籠山祭り（いいだまちとろやままつり）は、石川県珠洲市飯田町で毎年7月20日・21日に行われる山車（やま）祭り。同町に鎮座する春日神社の神事で、神社における本来の名称は「おすずみ祭り」である。

## 祭りの概要と燈籠山の歴史
当祭りは飯田町に鎮座する春日神社の神事で、寛永年間（1624-1645年）の初期より370年余りの歴史がある。また、珠洲市指定無形民俗文化財となっている。
1997年（平成9年）12月4日に能登一円のキリコ祭りが、国の「記録作成等の措置を講ずべき無形の民俗文化財」に選択されているが、その中の1つである。また2015年（平成27年）4月24日には、「灯り舞う半島 能登 〜熱狂のキリコ祭り〜」の中の1つとして日本遺産に認定された。
燈籠山人形のルーツについては青森県の立ちねぶた、様々な祭り文化の混用、あるいはオリジナルから発展した（飯田型）とするものまで諸説あるが、文化11年（1814年）に町の住人たちの働きかけにより高さ7-8間（約14-15m）もある人形山車が最初に作られたとされている。
往時は全町内で7基、高さ10-12尺（約3-4m）の燈籠山があった。しかし、大正に入ると電線の架設により燈籠山の曳き廻しができなくなり、山車などに竹細工の人形のみが飾られるようになった。さらに昭和初期には祭りのメインが子供たちの手踊りに移り変わり、燈籠山は影を潜めることとなった。その後、暫くは記念行事や大祭のみで燈籠山が作られていたが、昭和末頃には当祭りでも作られるようになり、平成に入る頃には8基の町内山車と2年に1度制作される高さ約16メートル・重さ約5トンを誇る燈籠山（1基）が毎年曳き廻されるようになった。なお、当祭りでは曳山を山車と書いて「やま」と呼称している。
なお、燈籠山は、下から地山（じやま）、屋台（やたい）、枠障子（わくしょうじ）、小台（こだい）、大台（おおだい）、人形と重ね上げ、数多くの高張り提灯が飾りつけられている。
近年では祭りを本来の形に戻そうとする取り組みがあり、2011年（平成23年）度には2基目、2012年（平成24年）度には3基目となる燈籠山を制作した。最終的には8基ある山車（やま）を燈籠山（とろやま）に戻し、往時の祭りを復活させることを目的に町会などが一丸となって取り組んでいる。

## 運行時の様子
運行時に用いられる楽器は山車に載せられた太鼓と鐘と笛であり、その節に合わせて引き手が「やっさーやっさ」「さーやっさ」のかけ声と共に息を合わせて山車を引き回す。
停止時には「祇園囃子」と呼ばれるお囃子をならし、それに対して引き手が「よーいよいよい」との合いの手を入れる。なお祇園囃子は1番から3番までまであり、1番から3番まで順に省略されて短くなっている。
笛が伴奏するときは吹き手の選曲で演奏する番数が決まるが、通常は一番短い3番から始めて2番1番と続いていく。
始動時には、運行責任者の取締の笛と共に引き手１人が「きゃーらげ」と呼ばれる木遣り音頭を歌い、その節回しに合わせて一斉に引き出す。

### きゃーらげ
停止状態の山車を引き出すとき、または長時間引き回して引き手の息が合わなくなってきたときや、山車が動かなくなったとき、同時運行している他の町会の山車との距離調整等の目的で取締の合図を受けた引き手の１人が「きゃーらげ」を歌い出す。囃し手はその歌い出しの「そぉーらぇー」の発声を合図に演奏を留め、「きゃーらげ」の節回しに併せて演奏を行う。その演奏を合図として引き手が山車を引っ張り山車を引き出す事となる。（取締の合図を受けなくても歌い出すことがあり、山車の進行が遅れて取締がやきもきする場合もあり、それも本祭りの醍醐味の一面とも言える。）

#### 実際のきゃーらげの様子
代表例として一番ポピュラーな以下のきゃーらげの例を示す。（口伝によるため各町会、各人において違いがある。）
- 恵比寿大黒、飯田の町の、西と東の守り神 。  （実際）    「そぉーーらぇー恵比須大黒やぁーーえぇー」（合いの手）    「恵比寿大黒ー飯田の町のー」    「西とぉー東ぃのー守り神」    「あらよーいとーなー（よーいとこなー）」（一同）「そーりゃ」    （引き手）「よーいとこ、あーらあらドッコイショ、よーいとこ よーいとこよーいと一な一」  （引き手）「やっさーやっさ」「やっさーやっさ」（動き出すまで繰り返す）

#### 代表的なきゃーらげ
- 前は（向かい）立山、後ろは春日、なかの飯田に市（市場）が立つ。
- 能登の飯田は、珠洲での都、月に２・７（に、ひち）の市が立つ。

以上３曲を覚えていれば取りあえず「歌い手」としてデビューできる。（資格や経験など問題視されない、おおらかな祭りである。）

#### 縁起物系きゃーらげ
- 祝いめでたい、この屋の館、鶴が御門に巣をかける。
- 目出た目出たの、若松様よ、知行増します５万石。
- 目出た目出たの、この杯（さかづき）は、恵比寿・大黒映るなり。
- 御前百まで、儂（わしゃ）九十九まで、共に白髪の生ゆるまで。
- 金のなる木に、草鞋を作り、踏めば小判の跡が付く。
- 紺の暖簾に、揚羽と書いて、春は鶯来てとまる。
- 人の頭と、田んぼの稲は、出来が良いほど垂れてくる。
- 珠洲の岬の、後書院桜（御所印桜）、枝は越後へ葉は佐渡へ。

#### 運行系きゃーらげ
- 唄は唄（う）とても、キリリとシャンと、掛けた襷（たすき）の切れるまで。
- 唄は唄（う）とても、キリリとシャンと、ここは四つ角（よつかど）人が聞く
- この山車（ヤマ）ずらせば、我が町（ちょ）に入る、我が町に入れば御神酒に肴
- 山車（ヤマ）を曳くときにも（曳くときは）、キリリとシャンと、ここは四つ角人での所。
- 踊るも跳ねるも、今晩限り、明日から銘々（めいめい）の仕事に励め。

#### 掛けもの系きゃーらげ
- 娘島田に、蝶々がとまる、とまるはずじゃよ華じゃもの。
- 娘こっち向け、簪（かんざし）あげる、簪あげぬが顔みたい。
- 珠洲の岬に、灯台あれど、恋の夜道は照らしゃせぬ。（珠洲の岬の。の対唄として）
- 鹿が鳴こうが、紅葉が散ろが、私（わたしゃ）あんたに飽きが来ぬ。（花札の鹿の札から）
- 好いて好かれた、二人の仲は、音も立てずに深くなる。
- 上も貸します、お望みならば、下も貸します後家じゃもの。
- 入れておくれよ、痒く（かゆく）てならぬ、私一人が蚊帳の外。
- ちょいと見た時、させそうにみえて、差せそうで差せない破れ傘。
- 破れ褌（ふんどし）、将棋の駒よ、角（かく）と思うたら、金が出た。
- 婆（ばばぁ）小便こきゃ、雀がとまる、一羽・二羽・三羽・やれ皺（しわ）だらけ。（娘島田の対唄として）

後半に至るにつれて、酔いもまわり裏唄的な唄になっていく。その他口伝で多数のきゃーらげが存在しており、各町会のお決まりの唄から、その場で思い付いたオリジナルの唄を披露することもある。

## 主な日程
祭りは7月20日からの二日間だが、前日の19日には前夜祭・宵山運行が行われており、20日の夜には花火大会も開催している。また、最終日の21日は深夜まで行われ、解散式典はほぼ翌朝（22日）となっている。
- 7月19日 - 前夜祭・宵山・町内周り（夕刻）
- 7月20日 - おすずみ祭（合同運行）
  - 町内周り（午前中）
  - 春日神社集合（午後2時頃）
  - 吾妻橋集合・燈籠山運行・花火大会（午後8時頃）
- 7月21日 - 付祭（合同運行）
  - 各町会山車集合（正午頃）
  - 氏子8ヶ町を終日合同運行
  - 解散式（深夜）

※近年、最終日21日の燈籠山運行は行われていない。（平成30年度は運行予定である。）

## 燈籠山および参加町会
飯田町燈籠山祭り保存会及び飯田町祭礼委員会（飯田町全町会により保有）の燈籠山（1基）の他、各町会の山車8基が祭りに参加する。近年では各町会の山車で、燈籠山人形を復活させる動きがある。
町会名
- 吾妻町
- 今町
- 鍛治町
- 栄町
- 西大町
- 港町
- 南町 - 2012年より燈籠山人形を復活（燈籠山での運行は20日のみ）
- 南濱町 - 2011年より燈籠山人形を復活（燈籠山での運行は20日のみ）
- 飯田町燈籠山祭り保存会及び飯田町祭礼委員会 - 1983年より燈籠山人形を復活（燈籠山での運行は20日のみ）

## 祭りに関する取り組み
- 2008年（平成20年）より、20日に飾られる吾妻橋での燈籠山見所スポットを更に彩るため、有志によりワンカップを使用した灯りが灯されている。2011年（平成23年）は台風の影響により灯りは中止。
- 2010年（平成22年）には初めて燈籠山祭りカレンダーを作成。また、同年5月より、当祭りの公式webサイトを立ち上げる。さらに、2011年（平成23年）には公式パンフレットを作成し、燈籠山祭りの広報に努めている。
- 2012年（平成24年）の飯田町燈籠山祭りから、電線の地中化により燈籠山が飯田町を一周できるようになった。
- 飯田町の写真コンテストを企画広報部会により開催。県外からの応募も多く、観光できた方にも祭りを一緒に楽しんでもらおうという燈籠山祭りとしては新しい継続的な取り組みとなっている。
- 祭り時の清掃活動は町民全員で取り組んでおり、町内での祭りの朝や夜にもゴミ処理に追われる姿も目に付く。

## 文化財指定
- 1996年（平成8年）7月10日、珠洲市の無形民俗文化財に指定される。

## 参加について
- 曳手参加者を募集している町会もある。
- 20日のみ運行される燈籠山は誰でも曳き手参加可能（申込等一切不要）。飯田町祭礼委員会では、20日のみ、法被の貸し出し(予約・申込必要)も行っている。なお、飯田町祭礼委員会の窓口は飯田わくわく広場となっている。